# رباط ماسة
رباط ماسة إحدى القرى التابعة لجماعة ماسة بإقليم شتوكة آيت باها بجهة سوس ماسة درعة بالمغرب. لغة سكانها تاشلحيت وكلهم مسلمون.

## الجغرافية
تقع على مصب وادي ماسة بساحل المحيط الأطلسي.
- الإحداثيات:

## طالع كذلك
- ماسة (المغرب).